# Ludvig Kabell
Ludvig Christian Brinck-Seidelin Kabell (født 21. juli 1853 i Vejlby ved Grenaa, død 1. februar 1902 i Fredensborg) var en dansk landskabsmaler.
Ludvig Kabells far, Petrus Kabell, gift med Christiane født Brinck-Seidelin, var præst. Efter at faren var blevet forflyttet til Sjælland, kom han i sit 10. år til Herlufsholm og var der i seks år, hvor han mødte Georg Hilker. Ved at se på dennes arbejder fik drengen lyst til selv at blive maler, og kort efter gik han i lære hos en københavnsk mester. Samtidig med at han arbejdede under denne, var han – fra 1873 – elev af Kunstakademiet, men opnåede aldrig afgangsbeviset. Det var oprindelig Godfred Christensen, som i 1870'erne arbejdede på Kabells hjemegn, der vakte hans interesse for landskabsmaleriet, og det kan være hans radikale arbejdsmetode, der tidligt førte Kabell ind på studiet af lyset.
Farvens og lysets betydning
Kabells forståelse af farvens overgange og lysets skala fik betydning for hans nære ven og malerkammerat Karl Jensen, som han gjorde friluftstudier med på sin hjemegn, og der er megen lighed i de to maleres billeder fra slutningen af 1870'erne og begyndelsen af 1880'erne. Kabell malede ofte studier i det frie og mødte på forårsudstillingen 1878 med to billeder, som blev modtaget med opmærksomhed. I det følgende år blev hans Vandingssted uden for en Bondegaard solgt til Kunstforeningen, som også senere flere gange erhvervede arbejder af ham. 
Rejser
Sammen med brødrene Skovgaard – Niels og Joakim ? – hvis solide teknik fik ikke ringe betydning for hans udvikling, foretog han i 1880 en rejse til Paris; senere var han med Akademiets mindre stipendium i Tyrol og Italien.
Efter sin hjemkomst giftede han sig 1887 med baronesse Rudolphine Wedell-Wedellsborg (født 1856), datter af overførster, baron Julius Wedell-Wedellsborg og Frederikke født baronesse Holck. Den Sødringske Opmuntringspræmie havde han vundet allerede i 1881; i 1883 fik han den Neuhausenske Præmie.
Vurdering
Kabell hører som kunstner nærmest til den retning, der er repræsenteret af P.C. Skovgaard. Han var en fin og åndfuld kompositør og tegner, hvis arbejder altid udmærkede sig ved selvstændigt natursyn og ved klarhed i stemningen, ofte desuden ved ualmindelig ren og samlet koloristisk virkning. Det er mest hjemlige friluftsmotiver, han har behandlet; dog har han også opnået fortrinlige resultater under redegørelsen for lukkede rum; hans lille sovekammerinteriør fra Næstelsø Præstegaard hører således i sin art til de allerværdifuldeste danske farvestudier.
Kabell døde 1. februar 1902.

## Billeder
| - Værker af Ludvig Kabell - Vidtstrakt landskab nær Kalundborg set fra Trojelykkegården, 1894 - Sommerdag på stranden, 1899 - Bedstemor og barnebarn i skyggen af det blomstrende træ (ukendt dato) - Vej gennem en landsby (ukendt dato) - Tidligt forår med nypløjet mark og mølle (ukendt dato) - Stendige med træer (ukendt dato) |

| - Interiør med en herre ved et pianette (ukendt dato) - Landskab med markvej og bondegårde (ukendt dato) - Opgravning af gulerødder i køkkenhaven fra et hus i Næstelsø (ukendt dato) - Udsigt over vandet med sejlskibe (ukendt dato) - Vinterdag med hus ved en sø (ukendt dato) - Parti fra Møns Klint med regnbue (ukendt dato) - Parti fra Silkeborgsøerne en sommerdag (ukendt dato) - Portræt af ung mand (ukendt dato) - Legende børn ved bjerget Gamskogl i Tyrol (ukendt dato) - Roskilde Domkirke (ukendt dato) |